# Туровка (Ивано-Франковская область)
Туровка (укр. Турівка) — село в Перегинской поселковой общине Калушского района Ивано-Франковской области Украины.
Население по переписи 2001 года составляло 38 человек. Занимает площадь 7,57 км². Почтовый индекс — 77673. Телефонный код — 03474.